# قره‌تپه گزاوشت
قره تپه گزاوشت مربوط به هزاره اول و ۲ قم است و در بناب، ضلع غربی محله گزاوشت واقع شده و این اثر در تاریخ ۲۵ اسفند ۱۳۷۹ با شمارهٔ ثبت ۳۰۹۱ به‌عنوان یکی از آثار ملی ایران به ثبت رسیده است.